# Candida utilis
Candida utilis es una especie de levadura, denominada con el nombre común de tórula. Crece especialmente en substratos ricos en celulosa y xilosa (madera, pasta de papel).

## Clasificación
Inicialmente se clasificó como Torula utilis, hasta que investigaciones posteriores lo asimilaron al género Candida (el género Torula se ha suprimido). Sin embargo, se le sigue denominando tórula de forma común.

## Usos
C. utilis se utiliza en la industria alimentaria, tras su inactivación por calor, como:
- Aroma, al poseer cierto sabor a carne, usado tanto en alimentación humana como incorporado a alimentos para animales de compañía.
- Como nutriente rico en proteínas y aminoácidos libres.
- Para alimentación animal.

En mezclas con otras levaduras se usa como iniciador de fermentación para quesos, inoculado en la leche pasteurizada, como sustitutivo de la flora natural existente en la leche cruda, para potenciar el aroma. Otra de las funciones de esta mezcla de levaduras es evitar la degradación de la lactosa en la fase de cuajada de la elaboración del queso.
Al igual que el potenciador del sabor glutamato monosódico, la tórula es rica en ácido glutámico. Debido a ello, ha pasado a tener un papel importante en la industria alimentaria que desea eliminar el glutamato monosódico o enmascarar el uso de este aditivo, pues la tórula se puede incluir en la lista de ingredientes. En determinados países, según legislación, permite en su publicidad el uso de la frase "todos los ingredientes son naturales" o similar.
Se puede usar para sistemas de acuicultura intensiva para la obtención de biomasa de Artemia.
También se usa para el control de la mosca del olivo, a la que atrae disuelta en agua.
El producto, una vez pasteurizado y desecado, tiene un aspecto de polvo gris marrón, con un ligero olor a levadura y sabor a carne.

## Patologías conocidas
Las personas alérgicas a C. utilis pueden presentar sinusitis, afecciones respiratorias y otros procesos. En personas con un sistema inmunitario deficiente puede causar procesos patológicos, especialmente a nivel urinario.